# Ottersweier

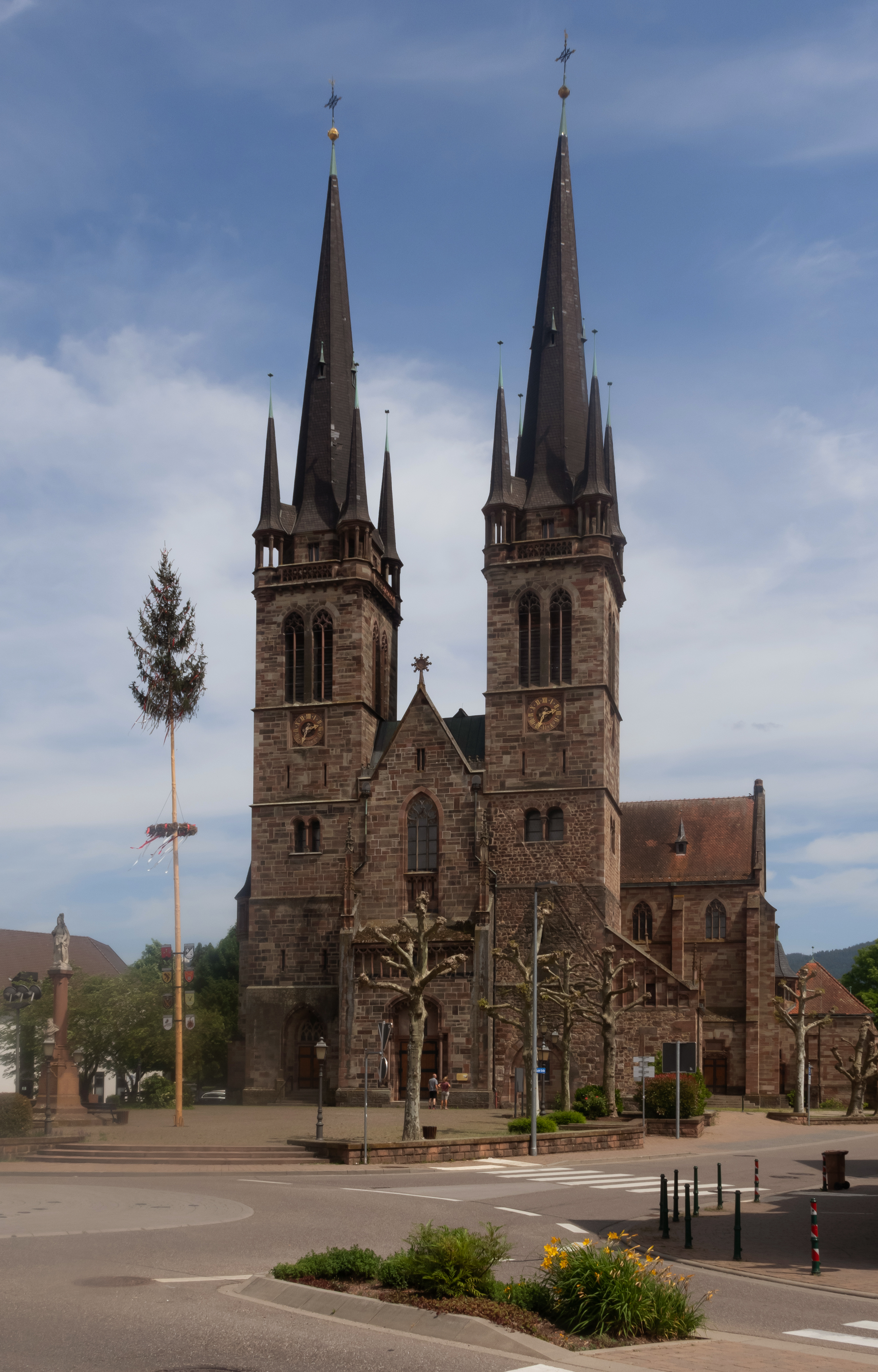
Ottersweier, katholieke kerk: Pfarrkirche Sankt Johannes

Ottersweier is een plaats in de Duitse deelstaat Baden-Württemberg, en maakt deel uit van het Landkreis Rastatt.
Ottersweier telt 6.434 inwoners.

## Partnersteden
- Krauschwitz (Duitsland), sinds 1989
- Westerlo (België), sinds 1962

Au am Rhein · Bietigheim · Bischweier · Bühl · Bühlertal · Durmersheim · Elchesheim-Illingen · Forbach · Gaggenau · Gernsbach · Hügelsheim · Iffezheim · Kuppenheim · Lichtenau · Loffenau · Muggensturm · Ötigheim · Ottersweier · Rastatt · Rheinmünster · Sinzheim · Steinmauern · Weisenbach